# Walther Ritz
Walther Ritz (22. února 1878, Sion – 7. července 1909, Göttingen) byl švýcarský teoretický fyzik. Společně s Johannesem Rydbergem objevil Rydberg-Ritzův kombinační princip a sám přispěl k popsání variační Ritzovy metody sloužící k řešení okrajových úloh, tato metoda se stala teoretickým východiskem pro metodu konečných prvků.

## Život
Walther Ritz se narodil ve švýcarském kantonu Valais, jeho otcem byl známý malíř Raphael Ritz, jeho matka pocházela z rodiny inženýra z Tübingenu. Ritz byl nadaný žák, což se projevilo již na obecním lyceu v Sionu, v roce 1897 tak nastoupil na Curyšskou polytechniku, nicméně jej praktické inženýrské studium nenaplňovalo, a proto se dal na studium teoretické fyziky, jeho spolužákem byl i Albert Einstein.
Roku 1900 Ritz onemocněl tuberkulózou a pravděpodobně i zánětem pohrudnice, na toto onemocnění později zemřel. Ze zdravotních důvodů odešel roku 1901 do Göttingenu, kde byl při studiu ovlivněn Woldemarem Voigtem a Davidem Hilbertem. Obhájil disertační práci na téma spektrálních čar a byl oceněn doktorátem summa cum laude. Tato teorie později přispěla k objevení Ritzova kombinačního principu a modelům atomu Nielse Bohra a Ernesta Rutherforda.
Na jaře 1903 vyslechl přednášku Hendrika Antoona Lorentze na univerzitě v Leidenu, která se týkala elektrodynamických problémů a nové elektronové teorie. Téhož roku v červnu v Bonnu na institutu Heinricha Kaysera objevil spektrální čáru draslíku, kterou předpověděl ve své disertační práci. V listopadu 1903 pracoval na École normale supérieure v Paříži na infračervených fotografických deskách.
V červenci 1904 se jeho zdravotní stav zhoršil a přestěhoval se zpět do Curychu a kvůli nemoci nemohl publikovat až do roku 1906. V roce 1907 se přestěhoval do Tübingenu a roku 1908 opět do Göttingenu, kde se stal soukromým docentem. Ritz udržoval čilé kontakty s dalšími soudobými vědci jako např. Hermannem Minkowskim, Hendrikem Antoonem Lorentzem, Aimém Cottonem, Friedrichem Paschenem, Henrim Poincarém a Albertem Einsteinem.
Zemřel v Göttingenu a byl pohřben v Curychu na hřbitově v Nordheimu. Je po něm pojmenován měsíční kráter Ritz.

## Vědecký přínos
Mezi důležité teorie, které vznikly díky jeho bádání, patřil Rydberg-Ritzův kombinační princip a popsání variační Ritzovy metody (metody Galerkinovy, též Ritzovy-Galerkinovy), která posléze vedla k vytvoření obecné metody konečných prvků, jež je využívána pro komplikované výpočty ve strojírenství, stavebnictví či meteorologii.